# Portal i murs de Pujalt
El Portal i murs de Pujalt és una obra de Pujalt (Anoia) declarada Bé Cultural d'Interès Nacional.

## Descripció
El poble de Pujalt s'estén pel vessant d'un turó, als peus de les escasses restes del castell. En planta forma gairebé un semicercle, que antigament devia estar circuït de muralles, de les quals es pot endevinar la traça, a la part posterior de les cases que d'una banda donen al carrer Major i de l'altre al carrer més exterior del poble. Aquest traçat es pot resseguir, en un bon sector, per la planimetria. En el plànol de la vila es veu una línia neta, la línia de muralla, a banda i banda de la qual hi ha cases adossades. No obstant això, no podem estar segurs que aquesta muralla es conservi totalment o parcial.